# العلاقات اليونانية الليختنشتانية
العلاقات اليونانية الليختنشتانية هي العلاقات الثنائية التي تجمع بين اليونان وليختنشتاين.

## مقارنة بين البلدين
هذه مقارنة عامة ومرجعية للدولتين:
| وجه المقارنة                                              | اليونان                                                                             | ليختنشتاين                                 |
| --------------------------------------------------------- | ----------------------------------------------------------------------------------- | ------------------------------------------ |
| المساحة (كم2)                                             | 131.96 ألف                                                                          | 16                                         |
| عدد السكان (نسمة)                                         | 10.76 مليون                                                                         | 37.47 ألف                                  |
| الكثافة السكانية (ن./كم²)                                 | 81.54                                                                               | 234.19 ألف                                 |
| العاصمة                                                   | أثينا، نافبليو                                                                      | فادوتس                                     |
| اللغة الرسمية                                             | لغة يونانية، اليونانية الديموطيقية ‏                                                 | اللغة الألمانية                            |
| العملة                                                    | يورو، دراخما، فينيكس يوناني ‏                                                        | فرنك سويسري                                |
| الناتج المحلي الإجمالي (بليون دولار)                      | 200.29 مليار                                                                        | 6.29 مليار                                 |
| الناتج المحلي الإجمالي (تعادل القوة الشرائية) بليون دولار | 285.45 مليار                                                                        |                                            |
| الناتج المحلي الإجمالي الاسمي للفرد دولار أمريكي          | 18.00 ألف                                                                           |                                            |
| الناتج المحلي الإجمالي للفرد دولار أمريكي                 | 26.85 ألف                                                                           |                                            |
| مؤشر التنمية البشرية                                      | 0.865                                                                               | 0.908                                      |
| رمز المكالمات الدولي                                      | +30                                                                                 | +423                                       |
| رمز الإنترنت                                              | .gr                                                                                 | .li                                        |
| المنطقة الزمنية                                           | توقيت شرق أوروبا، ت ع م+02:00، ت ع م+03:00، توقيت شرق أوروبا الصيفي ‏، أوروبا/أثينا ‏ | توقيت وسط أوروبا، ت ع م+01:00، ت ع م+02:00 |

## منظمات دولية مشتركة
يشترك البلدان في عضوية مجموعة من المنظمات الدولية، منها:
| علم المنظمة | اسم المنظمة                    | تاريخ انضمام اليونان | تاريخ انضمام ليختنشتاين |
| ----------- | ------------------------------ | -------------------- | ----------------------- |
|             | الاتحاد البريدي العالمي        | ?                    | ?                       |
|             | منظمة حظر الأسلحة الكيميائية   | ?                    | ?                       |
|             | منظمة التجارة العالمية         | 1995                 | ?                       |
|             | الأمم المتحدة                  | 25 أكتوبر 1945       | 18 سبتمبر 1990          |
|             | منظمة الشرطة الجنائية الدولية  | ?                    | ?                       |
|             | الاتحاد الدولي للاتصالات       | 1866                 | 25 يوليو 1963           |
|             | مجلس أوروبا                    | 9 أغسطس 1949         | ?                       |
|             | منظمة الأمن والتعاون في أوروبا | 25 يونيو 1973        | 25 يونيو 1973           |

## وصلات خارجية
- موقع وزارة الخارجية اليونانية